# 水谷有希
水谷 有希（みずたに ゆき、1977年6月16日 - ）は愛知県出身の日本の柔道家。78kg超級の選手。現役時代は身長165cm。体重98kg。

## 経歴
八開中学2年と3年の時に全国中学校柔道大会56kg超級で5位になった。桜丘高校に進むと、2年の時に全国高校選手権72kg超級で優勝を飾った。1996年に拓殖大学へ進むと、1年の時に優勝大会で3位となった。2年の時には選抜体重別で決勝まで進むが、日体大4年の二宮美穂に敗れて2位だった。3年の時には正力杯で3位にとどまるも、無差別で争われる全日本学生選手権で優勝を飾った。さらには、世界学生の無差別でも優勝を成し遂げた。

## 主な戦績
- 1991年 - 全国中学校柔道大会 5位 (56kg超級)
- 1992年 - 全国中学校柔道大会 5位 (56kg超級)

72kg超級での戦績
- 1995年 - 全国高校選手権 優勝
- 1995年 - フランスジュニア国際 3位
- 1996年 - 優勝大会 3位
- 1997年 - 選抜体重別 2位

78kg超級での戦績
- 1998年 - 選抜体重別 3位
- 1998年 - 正力杯 3位
- 1998年 - 全日本学生選手権 優勝
- 1998年 - 世界学生 無差別 優勝

(出典、JudoInside.com)